# درب شن آب (كوشك)
درب شن آب (بالفارسية: درب شش‌آب) هي منطقة سكنية تقع في إيران في قسم كوشك الريفي. يقدر عدد سكانها بـ 34 نسمة .